# ボレアロペルタ
ボレアロペルタ（Borealopelta、「北の盾」の意）はカナダアルバータ州の白亜紀前期の地層から発見されたノドサウルス科の曲竜類である。「サンカーのノドサウルス類（Suncor nodosaurus）」として知られる非常に保存状態の良い標本に基づいて2017年に記載された B. markmitchelli 一種のみを内包する。その標本はカナダでガス会社であるサンコー・エナジーが所有するフォートマクマレー北部のオイルサンド炭鉱から発見されたもので、2017年現在までに発見されているあらゆる恐竜化石の中で最も保存状態が良いとされる。装甲（皮骨）は、生体における位置のまま保存されており、それだけでなく、皮膚を覆うケラチンまでもが保存されている。色素細胞のメラノソームも確認されている。

## 記載
ボレアロペルタは体の大きさ、三次元的に保存されている点、軟組織が残っている等の点で特筆すべきである。多くの小型恐竜において、軟組織や皮膚の痕跡が保存されているが、化石化の過程で扁平になっている。似たようなハドロサウルス類の「ミイラ」は、化石化する前に部分的なミイラ化が行われたために、表面が粗く、乾燥した外観をしている。しかし、サンカー標本は、死亡直後に海底に沈んだため、身体の上半分が最小限の変形ですばやく砂に埋もれたものと見られる。その結果、扁平になったり縮んだりせずに、生体に近い姿で保存された標本となった。
サンカー標本は、幅広い体上部と側面を覆っている小さな鎧の板、または皮骨の多数の密集した列を保存している。肩からは、雄牛の角のような形をした一対の長い棘が突き出ていた。皮膚および鱗の痕跡に存在する色素の研究では、それは生体では擬態のためにカウンターシェーディングパターンになっており、赤褐色を呈していた可能性があると示唆されている。この発見は、ボレアロペルタがその大きさにもかかわらず、カモフラージュによって捕食者から身を隠していたことを意味し、また背中の装甲は視覚的なディスプレイよりも主に護身の目的の為に存在していたことを示唆する。

## 発見と研究史
サンコー・エナジーが保有、運営するアルバータ州フォートマクマーレー北部のオイルサンド炭鉱であるミレニアムマインで偶然発見された。その化石は白亜紀後期アルビアンの間に堆積したクリアウォーター累層の海成の砂岩や頁岩に保存されていた。当時、その地域は西部内陸海路の一部で、大西洋からメキシコ湾に伸びる内陸海だった。
2011年3月21日午後1時30分ごろ、サンコー・エナジーの従業員が操業する掘削機によってクリアウォーター頁岩が取り除かれ、マクマーレー累層の豊富な瀝青炭が採掘された。そしてショーン・ファンク（Shawn Funk）が化石に気づいた。彼は露出した断片の異常な様相を認め、彼の上司のマイク・グラートンがロイヤル・ティレル古生物学博物館に知らせた。サンカーの鉱業許可証に従って、標本はアルバータ州の所有となった。
3月23日、ロイヤル・ティレル博物館の科学者ドナルド・ヘンダーソン博士とダレン・タンケ主任技師は鉱山で撮られた写真に基づいて、それまでにオイルサンドから陸生動物が発見された前例がなかったため、首長竜または他の海棲爬虫類であると予想を立て標本を調べた。タンケによって現地で行われた正しい同定の結果、それが海棲爬虫類ではなく、曲竜類の恐竜であることを知り、ヘンダーソンは驚いた。この動物は明らかに死後、海へと流されていたのだ。
3日間の鉱山安全訓練の後、博物館の職員とサンコー・エナジーの社員は、すべての化石を回収する作業を開始した。ファンクの掘削機で分解されたいくつかの部分を除いて、標本の大部分は依然、地上12mの崖の上に埋め込まれていた。このプロセスには合計14日間かかった。
化石を含んでいる大部分の岩石が持ち上げられる中、それらは自重で数個に分裂した。博物館の職員は、標本を石膏で覆って固定させた後、博物館に運ぶことに成功した。そこで技術者のマーク・ミッチェル（Mark Mitchell）は、付着した岩石を取り除き、ナショナル・ジオグラフィックによる後援のもと、5年掛けて化石を研究可能な状態にした。種小名のmarkmitchelli はミッチェルの卓越した技術を記念して名付けられたものである。それは2017年3月から同博物館で、他の産業的な活動の中で発見された標本と共に一般公開されている。